# Svamene Gorice
Svamene Gorice (nemško Ameisbichl) je naselje v Občini Pokrče v Okraju Celovec-dežela na Koroškem v Avstriji.